# 毛惜惜
毛惜惜（?—1235年），江蘇高郵（今江蘇省高郵市）人，南宋名妓。

## 生平
端平二年（1235年），馬光祖在高郵軍任內時，恰逢軍官榮全叛亂，馬光祖聞變逃匿，榮全占領城池、燒殺奪掠，制置使派人招安，承諾會給他「武翼郎」的官位，榮全假意投降，實際上打算殺害使者，榮全與同黨王安等人設宴飲酒，命令毛惜惜陪酒，毛惜惜不從，痛斥榮全說本來以為榮全會投降，為此打算慶賀一番，現卻閉門不接納使者，縱情酒色，自己雖然卑賤，但絕不聽從反賊的命令，榮全大怒，下令將毛惜惜剁殺，毛惜惜至死罵聲不絕。三天後，李虎攻破城池，將榮全斬首，王安等一百多人都繩之以法，方岳將毛惜惜的事蹟寫了篇《義娼傳》，宋理宗賜廟且封毛惜惜為英烈夫人。

## 評價
- 潘牥：淮海艷姬毛惜惜，蛾眉有此萬人英。《紫岩集》
- 鄭思肖：誰謂伊人賤，猶懷事賊羞。挺身持大義，正語叱狂酋。名在春逾艷，骨香花不愁。有靈知國事，地下笑王侯。《鄭思肖集》
- 方岳：慷慨引大義，折逆賊，乃一城士大夫所不能。《義娼傳》
- 釋元肇：妓者有毛嬙，高沙罵賊狂。一身雖就死，千古不曾亡。《吊毛惜惜》

## 延伸阅读
[在维基数据编辑]
 《宋史·卷460》，出自脱脱《宋史》